# Sarshīv
Sarshīv (persiska: سرشیو) är en ort i Iran.   Den ligger i provinsen Västazarbaijan, i den nordvästra delen av landet, 500 km väster om huvudstaden Teheran. Sarshīv ligger 1 462 meter över havet och antalet invånare är 132.
Terrängen runt Sarshīv är kuperad, och sluttar österut. Runt Sarshīv är det ganska tätbefolkat, med 80 invånare per kvadratkilometer. Närmaste större samhälle är Dīvālān, 2,4 km väster om Sarshīv. Trakten runt Sarshīv består i huvudsak av gräsmarker.